# Kalix

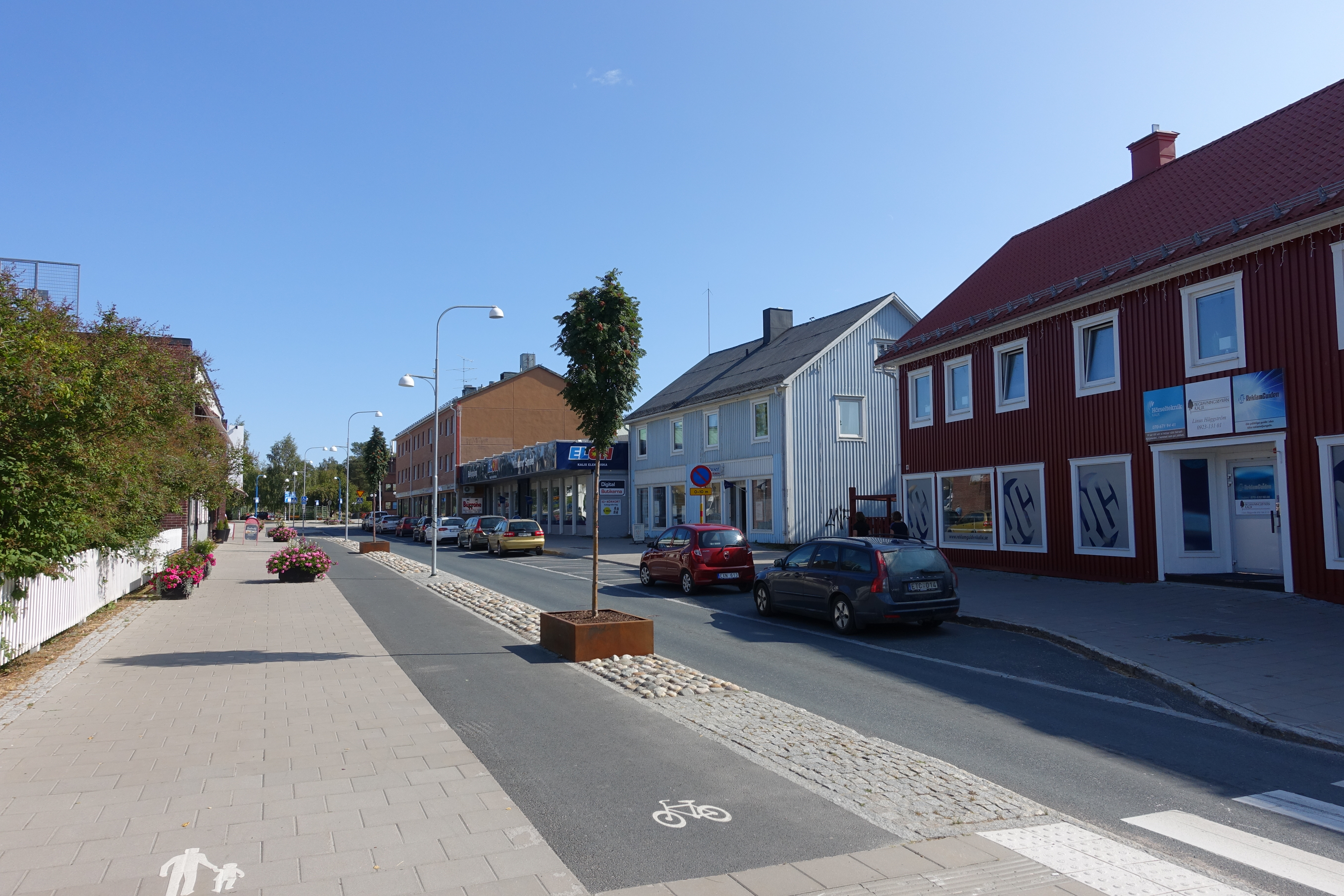
Kalix-Zentrum

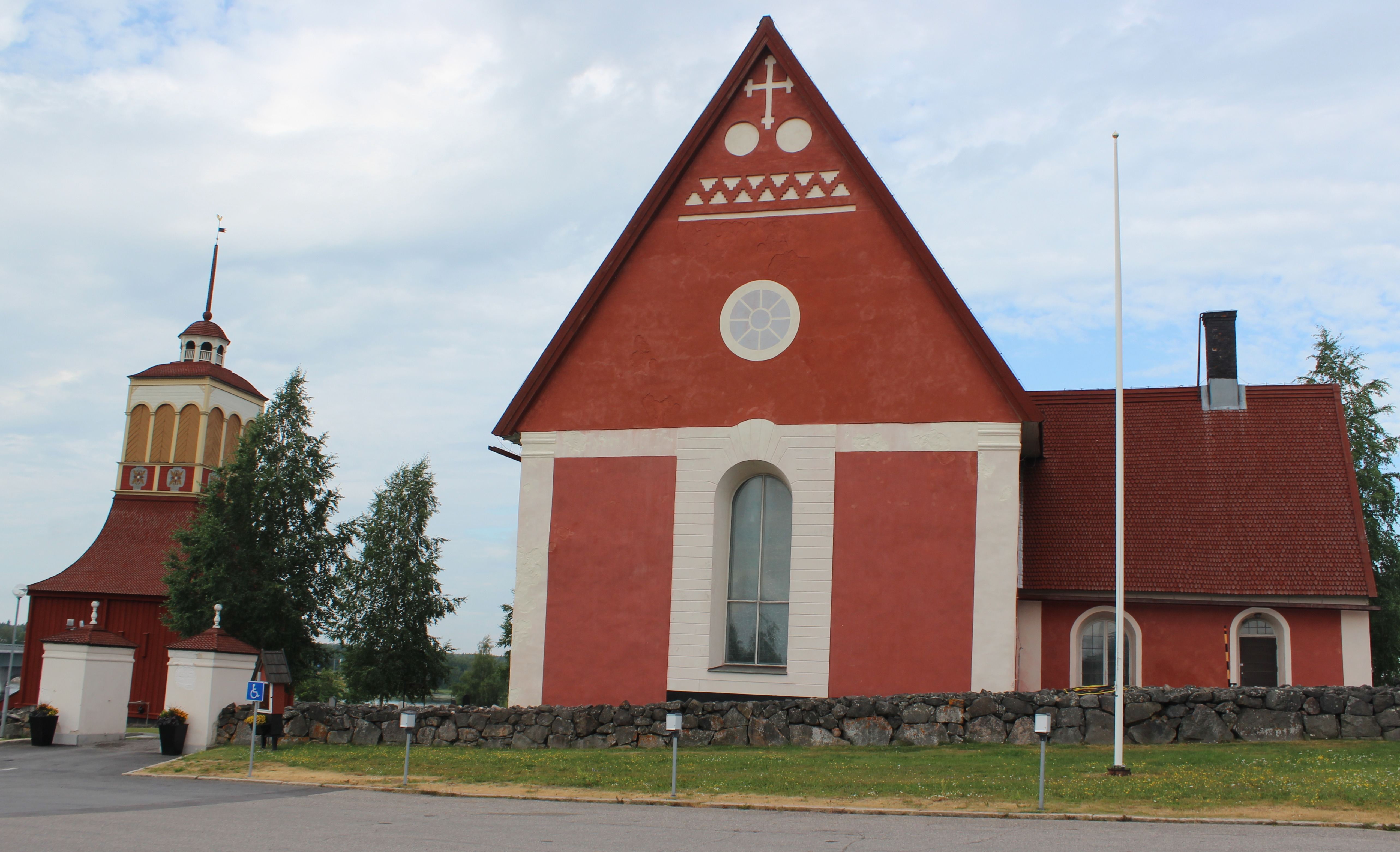
Kirche in Kalix

Kalix (schwedisch ˈkɑːlɪks, nordsamisch ˈkaːlɑseatnu) ist ein Ort (tätort) in der schwedischen Provinz Norrbottens län und der historischen Provinz Norrbotten.
Der Hauptort der gleichnamigen Gemeinde liegt etwa 50 km von der finnischen Grenze entfernt an der Mündung des Flusses Kalixälven in den Bottnischen Meerbusen und an der Bahnstrecke Boden–Haparanda.

## Klima
Die Durchschnittstemperatur beträgt im Januar −13 °C und im Juli +15 °C. Durchschnittlich kommt Kalix auf 75 Sonnentage im Jahr.

## Geschichte
Kalix geht zurück auf einen alten Handelsplatz. Im Jahr 1472 wird zum ersten Mal eine Kirche in schriftlichen Dokumenten genannt.
Im Russisch-Schwedischen Krieg (1808–1809) kapitulierte in Kalix eine schwedische Armee. Diese Tatsache und weitere Niederlagen führten dazu, dass am 30. August 1809 der Friedensvertrag von Fredrikshamn abgeschlossen wurde.
Der Ort entwickelte sich nur langsam und hatte 1910 etwa 600 Einwohner. 2015 hatte der Ort 7495 Einwohner.

## Söhne und Töchter der Stadt
- Martin Rosenius (1825–1901), Theologe
- Hildur Dixelius (1879–1969), Schriftstellerin
- Karin Lindberg (1929–2020), Turnolympiasiegerin
- Gustaf Skördeman (* 1965), Autor, Drehbuchschreiber, Regisseur und Filmproduzent
- Viktor Fasth (* 1982), Eishockeytorwart
- Emma Ribom (* 1997), Skilangläuferin